# Nola sinuata
Nola sinuata är en fjärilsart som beskrevs av Forbes 1930. Nola sinuata ingår i släktet Nola och familjen trågspinnare. Inga underarter finns listade i Catalogue of Life.